# Amata pectoralis
Amata pectoralis là một loài bướm đêm thuộc phân họ Arctiinae, họ Erebidae.